# Martinus Thomsen

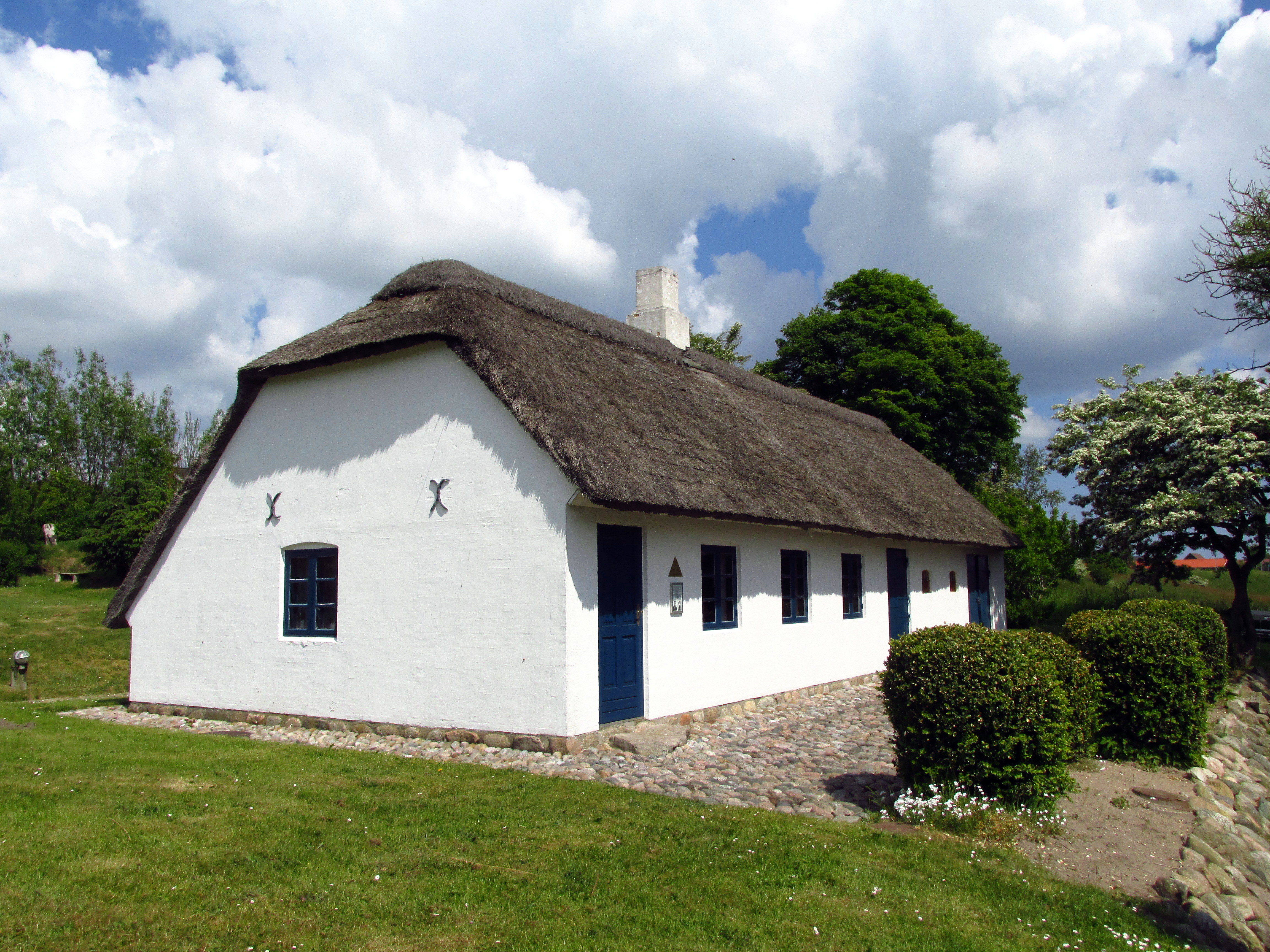
Martinus' geboortehuis in Sindal, Denemarken, tegenwoordig een museum

Martinus Thomsen (Sindal, 11 augustus 1890 -  Frederiksberg, 8 maart 1981), bekend onder de naam Martinus, was een Deense mysticus, geestesonderzoeker, geestelijk leraar, filosoof, schrijver. Enkele hoofdpunten in zijn leer zijn:
- Alle levende wezens maken een ontwikkeling door van lagere naar hogere bestaansvormen.
- God is aanwezig in alles en iedereen.
- Duisternis en lijden zijn gecamoufleerde liefde.

## Leven en werk
Martinus werd geboren bij het Noord-Jutse plaatsje Sindal. Zijn moeder was ongehuwd en was hoofd van de huishouding op de herenboerderij van Larsen. Een knecht, M. Thomsen, werd als de vader aangewezen, maar het is waarschijnlijker dat Larsen de vader van Martinus was.
Martinus' moeder kon niet voor hem zorgen. Martinus groeide op bij de broer van zijn moeder, een gezin met elf kinderen (waarvan nog twee jongens thuis woonden). Martinus omschreef zijn pleegouders als heel liefdevolle mensen, die ondanks het armoedige bestaan een warme en veilige omgeving hebben geboden. Het huisje in Sindal is nu museum. Martinus bezocht zijn biologische moeder een aantal keren op de herenboerderij. Zij stierf toen hij elf jaar was.
Martinus ging naar de plaatselijke lagere school, waar hij volgens eigen zeggen niet veel meer dan lezen, rekenen, vaderlandse geschiedenis en bijbelse geschiedenis heeft geleerd. Martinus beschouwde zichzelf als een geheel onbelezen man.
Na mislukt te zijn als leerling smid (het werk was te zwaar) en werk als koeienhoeder, heeft Martinus daarna op verschillende melkfabrieken gewerkt, uiteindelijk als kantoormedewerker. Na zijn inwijding heeft Martinus zich geheel gewijd aan zijn missie als wereldleraar.

### Schrijverschap
Tussen 1924 en 1981 schreef Martinus aan zijn oeuvre dat hij tegen het einde van zijn leven de naam Het Derde Testament gaf. Zijn hoofdwerk is Livets Bog (Het boek van het Leven) in zeven delen. Als supplement hierbij schreef hij Het eeuwige Wereldbeeld, deel 1-3. Verder schreef hij Logica, Bijzetting en een serie kleinere boekjes. Postuum zijn uitgegeven deel 4, 5 en 6 van Het eeuwige Wereldbeeld en Den intellektualiserede Kristendom (Het geïntellectualiseerde Christendom) en Det evige Verdensbillede - Grand Kursus.
De onderwerpen in zijn werk zijn: spiritualiteit, beleving van het leven, moraal, karma, reïncarnatie, dood, seksualiteit, het lot van de staten en het ontstaan van een nieuwe lichte wereldbeschaving. Als uitleg daarbij tekende Martinus honderd gekleurde symbolen.

## Geesteswetenschap
Martinus noemt zijn werk geesteswetenschap. Waar de natuurwetenschap werkt met de fysieke zintuigen - of een verlenging daarvan in de vorm van instrumenten, microscopen, telescopen - en logica, heeft de geesteswetenschap een vierde kenvermogen in de vorm van intuïtie. Na een geestelijke ervaring in 1921, die Martinus beschrijft als de witte en gouden vuurdoop, had hij volledige controle over zijn intuïtieve vermogens. Hiermee kon hij in de geestelijke wereld zien en werd die direct toegankelijk voor zijn dagbewustzijn.

### Het levende wezen
De uitdrukking ‘het levende wezen’ gebruikt Martinus voor alles wat op de een of andere manier een organische eenheid vormt. Het bestaat uit een diepste kern, een Ik of X1, die altijd bestaan heeft, uit X2, een scheppings- en belevingsvermogen. En uit X3, het geschapene, in eerste instantie het energetische organisme van het wezen, bestaande uit een combinatie van de zes basisenergieën: instinct, zwaarte, gevoel, intelligentie, intuïtie en herinnering. Het levende wezen komt voor in verschillende verschijningsvormen zoals planeten, mensen, dieren, planten, hart, nieren, cellen, moleculen, met daarbij wisselende combinaties van de basisenergieën.

### Eeuwige principes
Martinus maakt een scheiding tussen het eeuwige en het geschapene. Tot het eeuwige behoort een aantal (eeuwige) principes, de basale wetten van het bestaan. De belangrijkste zijn:
1. Het principe van de spiraalkringloopDe ontwikkeling van het levende wezen verloopt steeds in een traject van zes rijken: plantenrijk, dierenrijk, waar mensenrijk, wijsheidsrijk, goddelijke wereld en zaligheidsrijk. Hierbij is er geen sprake van een cirkelgang, maar van een ontwikkeling naar steeds hogere niveaus, een spiraalkringloop.
2. Het principe van honger en verzadigingDe geestelijke of kosmische levenstocht van het levende wezen wordt gestuurd door honger en verzadiging. Honger betekent verlangen, wensen, behoeften, de verzadiging daarvan is de bevrediging. Deze bevrediging werkt als een drijfkracht naar een nieuw verlangen, wat leidt tot verzadiging, wat weer leidt tot een nieuw verlangen, enzovoort. Op die manier verloopt de tocht van het wezen door de spiraalkringlopen.
3. Het principe van het lotVolgens het principe van het lot is het lot van een wezen het gevolg van zijn handelingen. Het is ook bekend als de wet van karma. Denk bovendien aan de Bijbelse uitspraak: 'Wat een mens zaait, zal hij ook oogsten' (Gal. 6:7). Het principe geldt niet voor één leven, maar strekt zicht uit over meerdere incarnaties. Het lot van de mens wordt in hoge mate bepaald door de handelingen in vorige levens. Ervaart een wezen de gevolgen van verkeerde handelingen, dan zal dit een aansporing zijn om de oorzaak ervan achterwege te laten. Dit kun je duiden als een pedagogisch principe in de wereldorde.
4. Het contrastprincipeHet bestaan van contrasten is essentieel om te kunnen waarnemen. Martinus begon al vroeg met fotograferen en aan de hand van licht en schaduw op een foto verduidelijkt hij het belang van contrasten. Een verschijnsel kan alleen beleefd worden als het gemarkeerd wordt door het een of andere contrast tot dit verschijnsel. Het grootste contrast is dat van 'goed' en 'kwaad'. Martinus benoemt dat contrast als 'behagen' en 'onbehagen'. Omdat onbehagen of het kwaad de weg wijst naar behagen of het goede, spreekt Martinus van 'het onaangename goede' en 'het aangename goede'. Er bestaat geen absoluut kwaad in het heelal: 'Alles is zeer goed' (Gen. 1:31). Dit geeft wel aan dat er bij Martinus sprake is van een optimistische levensvisie.

### Seksualiteit
De aardse mens is een 'gewonde vluchteling' tussen twee rijken, hij behoort nog tot het dierenrijk en is op weg naar het ware mensenrijk. Zijn seksualiteit is daarom overwegend dierlijk. Er zijn mannelijke wezens, wezens bij wie de mannelijke seksuele pool overheerst en vrouwelijke wezens bij wie de vrouwelijke seksuele pool overheerst. Deze wezens voelen zich seksueel aangetrokken tot wezens van het tegenovergestelde geslacht maar niet tot wezens van hun eigen geslacht. Gedurende de tocht naar het ware mensenrijk zal de seksualiteit zich heel geleidelijk aan ontwikkelen van een eenpolige seksualiteit tot een dubbelpolige seksualiteit. Dan is het wezen er zich volledig van bewust dat het zowel mannelijk als vrouwelijk is. Daarmee verdwijnen zaken zoals rivaliteit, partijdigheid, bezitsdrang, jaloezie, echtscheidingsdrama's en heerst er humaniteit en zuivere naastenliefde of alliefde.

## Martinus Instituut
Het Martinus Institut is gevestigd in Kopenhagen, Mariendalsvej 94, 2000 te Frederiksberg. Het heeft zich tot taak gesteld het werk van Martinus te conserveren en te publiceren. In Klint, nabij Nykøbing Sjælland, is een cursuscentrum, waar in de zomer onderwijsactiviteiten plaatsvinden.
In Nederland heeft de Stichting Martinus Centrum, gevestigd te Den Haag, zich tot doel gesteld om het werk van Martinus in het Nederlands te vertalen en uit te geven.